# Pray (Tommy heavenly6の曲)
「Pray」（プレイ）は、Tommy heavenly6の5枚目のシングル。CDのみとDVD付きの2形態で発売。DVD付きは初回限定盤。

## 解説
表題曲はテレビ東京系アニメ『銀魂』のオープニング曲。Tommy heavenly6自身も原作のファンだと言う。本人は「Tommy heavenly6のダークな世界観の中では最もブライトサイド寄りで、暗さもあるけれどちゃんと光も見えててポップさもある曲」とインタビューで語っている。
CDジャケットやプロモーション・ビデオなどはアニメにちなんだものとなっている。DVD付きは初回限定、CDのみの初回版は『銀魂』のキャラクターをあしらったステッカーが付いている。
カップリングには1枚目のアルバム『Tommy heavenly6』に収録されていた「Lost my pieces」の別バージョンが収録されている。
2012年には川瀬がTommy名義でプロデュースしたグループ『AMOYAMO』が本作をカバーしている。2006年7月5日付のオリコンデイリーランキングにおいて5位を記録、7月17日付のオリコン週間シングルランキングで初登場10位となり、heavenly6名義では『Wait till I can dream』以来、通算2作目のトップ10入りを果たした。

## 収録曲
1. Pray
作詞：Tommy heavenly6／作曲・編曲：Chris Walker
  - テレビ東京系アニメ『銀魂』オープニングテーマ
  - アニメ映画『劇場版 銀魂 完結篇 万事屋よ永遠なれ』エンディングテーマ
2. ABOUT U
作詞：Tommy heavenly6／作曲・編曲：Chris Walker
3. Lost my pieces[melancholic guitar version]
作詞：Tommy heavenly6／作曲・編曲：Lucy Henson
  - アルバム『Tommy heavenly6』では声が加工されていたが、今作では声が加工されていない。
4. Pray (original instrumental)

## DVD(初回限定盤のみ付属)
1. Pray
川瀬智子が死神に扮して活躍する「死神3部作」第2弾。世界観は「銀魂」を意識して江戸時代風に製作。

## 収録アルバム
- オムニバス『銀魂BEST』（#1）（2009年03月25日）
- 『Heavy Starry Heavenly』（#1,2）（2007年3月7日）
- 『Gothic Melting Ice Cream's Darkness “Nightmare”』（#1）（2009年2月25日）

## カバー
- 2012年 - AMOYAMO（シングル『LET'S GO OUT』の期間限定生産盤に収録）